# 마장기신 THE LORD OF ELEMENTAL
《마장기신 THE LORD OF ELEMENTAL》(Super Robot Wars Gaiden: Masoukishin – The Lord Of Elemental)은 슈퍼로봇대전 시리즈에 등장하는 반프레스토 오리지널의 가공 로봇 애니메이션이다. 일반적으로 작품명으로 '마장기신'이라고 하는 경우는 본작을 가리키는 경우이고, 로봇 종류나 다른 마장기신과 구별하는 경우에는 '마장기신LOE' 또는 'LOE'라고 부른다.

## 개요
이 작품의 캐릭터는 1991년에 발매되었던 슈퍼로봇대전 시리즈의 두 번째 작품인 제2차 슈퍼로봇대전에서 가공의 로봇 애니메이션 작품으로 처음 등장했다. 게임 오리지널 캐릭터이면서, 여타 원작작품과 대등한 작품으로 다루어지면서 큰인기를 끌어 1994년 발매되었던 슈퍼로봇대전EX에서는 주인공 캐릭터로 다루어지고, 1996년에는 슈퍼로봇대전의 외전작품으로 판권작품이 일절 등장하지 않는 슈퍼패미컴용 소프트 슈퍼로봇대전외전 마장기신 THE LORD OF ELEMENTAL으로 단독 게임화되었다.
슈퍼로봇대전 시리즈 초기에는 마장기신 사이버스타라는 작품명으로 호칭되었지만 TV게임상표의 사정으로 이 명칭을 사용할 수 없었기 때문에 단독게임화 할 때 마장기신 THE LORD OF ELEMENTAL의 타이틀이 만들어졌으며, 후에 설정을 달리 하는 작품이 여럿 발표되었기 때문에 그것들과 구별하기 위해서 현재의 작품명으로 호칭하게 되었다.
이 작품의 시나리오는 구시리즈와 같이 윙키소프트의 사카타 프로듀서가 담당하여 등장 당초부터 상세한 설정이 다듬어졌다(이 작품은 등장할 때마다 설정이 바뀌는 초기대전SRX와는 대조적이다). 류네의 설정에서도 알 수 있듯이 완전하게 독립된 작품은 아니고 구시리즈와 세계를 공유하고 있다.

## 과정
제2차 슈퍼로봇대전의 개발시, 개발진은 성전사 단바인을 참전시키고 싶었지만 여러 가지 사정으로 NG되었기 때문에 오리지널 작품을 대신 참전시키게 되었다. 거기에 후보로 반프레스토 오리지널 기획인 마장기신 사이바스터, 무장기갑사 그랑존, 차원열풍 슈로우야의 3작품이 올랐는데, 성전사 던바인에 가장 이미지가 가까운 마장기신 사이바스터가 채용되었다.
무장기갑사 그랑존은 후보로 올랐던 기갑마계 사이바스터vs마장기갑사 그라디온의 그라디온과 설정을 융합해 라이벌 캐릭터로 변경되어 사이바스터와 같은 작품으로 통합했다. 패미컴판 제2차 슈퍼로봇대전 설명서에는 마장기신 사이바스터, 무장기갑사 그랑존이라고 하여 마치 다른작품의 캐릭터 같이 기재되었다. 참고로 무장기갑사 그랑존은 주인공의 슈우가 이성인과 싸운다는 다크 히어로적인 작품으로 그랑존이나 남극 사건의 설정 등이 있었다.
차원열풍 슈로우야는 "슈로우야엔 차원을 넘는 능력"이 있어 대립중에 있던 사이바스터와 그랑존의 대결을 막는 것은 슈로우야뿐이라는 설정작이었지만 설정이 복잡하고 너무 오리지널 작품이 많아질 수 있기에 기획이 중지되었다.
그 후 마사키일행의 오리지널 캐릭터를 주인공으로 한 슈퍼로봇대전EX를 제작할 때에 성전사 던바인의 등장이 정해져 오컬트설정이 강한 용자 라이딘이 전작이었던 제3차 슈퍼로봇대전에서 등장이 끝난 상태였기 때문에 지구 공동설을 채용해 라기아스의 세계관이 구축되어 그 후 단독 게임화되었다.

## 그 후의 전개
슈로대시리즈가 세가새턴으로 진출할때에 신슈퍼로봇대전과 함께 본작의 속편도 예정되어 있었지만 세가社가 "신시리즈가 아닌 구시리즈를 제작했으면 한다"라는 요청에 의해 1997년에 슈퍼로봇대전F가 발매되어 그 영향으로 속편은 신슈퍼로봇대전으로 집중 되었다.
1999년에 발매되었던 슈퍼로봇대전 컴플리트박스를 마지막으로 지금까지 제작사 윙키 소프트+판매사 반프레스토라고 하는 제휴 관계가 깨졌기 때문에 현재 윙키 소프트는 슈퍼로봇대전시리즈 제작에 관련되지 않았다. 마장기신의 전개는 반프레스토와 윙키 소프트가 각각 독자적으로 관련 작품을 발표하고 있어 마사키일행이 라기아스에서 활약하는 작품은 슈퍼로봇대전 컴플리트박스(플레이스테이션1판 슈퍼로봇대전EX)이후 제작하고 있지 않다.
반프레스토측:
슈로대시리즈로 본작의 로봇이나 캐릭터를 등장시키고 있다.
상술한 대로 사이바스터등이 등장하는 것 이외에는 설정이 다른 복수의 작품,
플레이스테이션1용 소프트 진마장기신 PANZER WARFARE,
TV애니메이션 마장기신 사이바스터
윙키 소프트측
라기아스를 무대로 하며 본작의 과거를 그린 web소설 랑그란 전기(로봇이나 캐릭터는 등장하지 않음).
본작의 설정과 지나치게 닮은 플레이스테이션1용 소프트 성령기 레이블레이드(Ray-Blade).

## 줄거리
여기서의 제1장 및 제2장은 SFC판의 시나리오이며 제2차부터 제4차까지의 구시리즈와 전후 스토리다. 제1장은 α시리즈나 OG시리즈의 전일담이라고 생각해도 모순은 없다. 하지만, 그 이후의 전개는 패러렐 월드적성격이 다분하다.

### 마장기신 제1장
일본인 안도마사키(라기아스에서는 마사키=안도)는 마장기의 파일럿으로 지구와는 이세계인 라기아스의 신성 랑그란 왕국에 소환되었다. 당초에는 낯선세계에 당황하는 마사키였지만 라기아스를 도와달라는 요청을 받아 형편상 지상에 가족이 없었기 때문에 그 세계에 남아 마장기파일럿이 된다. 그 후 마사키는 사이바스터 강탈 사건을 계기로 바람의 마장기신 사이바스터의 파일럿으로 인정된다. 그 공적 때문인지 연줄이었던 랑그란의 영웅인 란돌=잔=제노사키스의 이름이 주어진 마사키는 스승이며 초대 란돌의 자손인 검제 제오루트나 그의 딸인 프레시아와 가족이 되어 마장기신 파일럿으로서 눈을 뜨게 된다. 다른 마장기파일럿 동료나 라기아스의 사람들과 교류가 깊어져 인간적으로 성장해 라기아스에 자신이 서있을 위치를 찾아간다.
그러나 슈우=시라카와(크리스토프=그란=맥조트)와 그의 탑승기 그랑존에 의한 랑그란왕국에대한 선전포고시, 제오루트가 희생된다. 원수를 갚기 위해서 뛰쳐나온 마사키는 그랑존과 슈우의 압도적인 힘에 고전하였지만 기적적으로 정령빙의를 발동시켜 그랑존을 물리친다.
그 후, 랑그란은 마사키일행이 루오졸의 양동 작전에 걸려 허술한 틈에 라세츠가 인솔하는 슈테드니어스군의 습격을 받아 괴멸한다. 또 튜티를 감싼 대지의 마장기신 잠지드파일럿 리카르드가 사망한다. 마사키는 먼저 왕도에 달려가지만 이미 늦어, 끔찍한 모습이 된 왕도를 목격한다. 그곳에 나타난 슈우는 자신은 범인은 아니라고 하며 의문스러운 말만 남기고 지상으로 떠난다. 슈우가 떠난 후 마사키는 중상을 입은 웬디에게 슈우는 모든일이 끝난 후 왕도에 나타났다는 것을 듣는다. 그리고 왕도를 끝까지 지켜내지 못하고 동료들을 잃은 얀론, 그리고 리카르드를 잃은 튜티와 합류한 마사키는 두사람에게 랑그란을 맡긴채 지상세계로 향한 슈우를 쫓아 지상세계로 떠나게 된다.

#### DC전쟁(제2차 슈퍼로봇대전)
지상세계의 남극에 도착하자 바로 남극사건이 일어난다. 그 자리에 있던 슈우와 싸우려고 하였지만 슈우는 도망가 버린다. 떠날 때에 슈우가 남긴 "비안졸다크박사를 만난다"는 말이 신경쓰인 마사키는 이후 DC를 쫓게 된다. 그 후 DC가 정복한 세계를 방황하며 마사키는 DC와 전투를 벌이고 있던 화이트베이스대(훗날의 론도벨대)와 만나 목적이 일치하여 같이 싸우게 된다.(제2차 슈퍼로봇대전)

#### 인스펙터 사건(제3차 슈퍼로봇대전)
DC전쟁당시 DC의 총수 비안을 토벌했지만 슈우를 놓친 마사키는 다시 그를 쫓기 시작하지만 지상 세계에서는 DC잔당과 이성인과의 전쟁이 발발하여 마사키는 구면이었던 론도벨대와 협력하게 된다. 아버지의 원수로서 론도벨대를 노리고 있던 비안의 딸 류네, 그리고 슈우가 마사키의 불신을 신경쓰지 않고 론도벨대에 참가한다. 그러나 슈우의 진정한 목적은 론도벨대가 이성인과 스스로 싸울 수 있는 존재인지를 알기위해 이성인을 쓰러뜨린 후에 론도벨에 선전포고를 한다. 그 전투로 슈우는 전사한다. (제3차 슈퍼로봇대전)

#### 지상인 소환사건(라기아스 사건=슈퍼로봇대전EX, 슈퍼로봇대전OG saga Dark Prison)
슈우와의 결착을 낸 마사키는 라기아스에 귀환하지만 그 무렵 랑그란 왕국은 반년전에 있었던 왕도 괴멸 후 침공한 슈테드니어스군에 점령되어 페일로드군과 카크스군이 각개로 슈테드니아스군과 싸우고 있는 상황이었다. 그리고 어떤이유에서인지 지상 세계에서 론도벨대와 DC잔당병, 이세계 바이스톤웰에서 성전사가 대량으로 소환된다. 이 중에는 류네도 포함되어 있었다.
마사키는 소환된 론도벨의 동료들과 함께 페일로드군에, 류네는 얀론에 도운 인연으로 론도벨의 동료들과 함께 카크스군에 각각 참가한다. 그들의 활약도 있어 페일로드군과 카크스군의 연합군은 슈테드니어스군을 내쫓아버리는 일에 성공해 랑그란 왕국은 일단 전란으로부터 해방되었다. 그러나 페일과 카크스는 각각의 이해관계나 야망때문에 랑그란 전 국토정복을 목론으로 두어 마사키와 류네와 함께 행동하고 있던 얀론은 마장기신파일럿에게 내려진 의무에 따라 그들을 토벌한다.
한편 슈우는 볼크로스의 힘을 빌린 루오졸에 의해 부활한다. 부활한 슈우는 기억을 잃었지만 볼크로스 부활을 위해서 암약 하지만 기억을 잃게되어 볼크로스와의 계약이 해제된 슈우의 진정한 목적은 부활 이전에 자신을 조종하고 이용하던 볼크로스를 죽이는 것이었기 때문에 사피네, 모니카, 테리우스등 얼마 안되는 동료들과 함께 자신을 이용하고 있던 루오졸군을 쓰러트리는 데에 성공한다.(슈퍼로봇대전EX)

#### 제4차 슈퍼로봇대전
4차로봇대전과 리메이크작인 F는 패러렐 스토리.

##### 제4차 슈퍼로봇대전
슈테드니어스와의 잠정 평화교섭이 결정되어 한때의 평온을 얻었지만 또다신 혼란에 빠진 지상세계(다시 DC, 이성인 전쟁이 발발)에 나온 마사키는, 볼크로스를 쓰러뜨린 슈우와 재회한다. 슈우와 이번 전쟁과 론도벨의 상황, 지금까지의 사건에 그랑존이 관련하고 있는 같다고 들은 마사키는 슈우의 행동때문인지 남극사건과 관련된 게스트가 크게 관련되었다고 추측, 더욱더 조사하기 위해서 슈우를 쫓게 된다. 그 후 슈우에게 불려 간 마사키는 론도벨과 합류, 신주쿠에서 그란존의 특이점해방에 입회하여 게스트의 사령관 테이니쿠토 제제난이 지금까지 사건의 흑막이었다는 것을 알게 된다. 그리고 마사키는 다른 마장기신파일럿과 류네, 슈우일행과 함께 론도벨대로서 화성에서 제제난을 쓰러트린다.

##### 슈퍼로봇대전F
지상인 소환사건 이후 랑그란에 머물고 있던 마사키는 어느 날 DC전쟁때의 전우에게 에텔 통신기로 불려 간다. 지상의 이변을 느낀 마사키는 사이바스터로 지상에 나와 론도벨과 합류하여 다시 전장으로 몸을 던진다. 그 후 류네나 다른 마장기신도 마사키를 쫓아 지상으로 향했고 슈우도 제제난에게 복수하기 위해서 각각 론도벨에 합류, 론도벨과 함께 마지막전투에 참가한다.

### 마장기신 제2장
지상에서의 싸움이 끝나고 다시 라기아스로 돌아온 마사키일행. 그러나 라기아스에서는 여전히 랑그란과 슈테드니어스, 바고니아와의 팽팽한 대립상태가 계속되었다. 전력을 증강중인 양국과 랑그란은 거듭되는 혼란으로 마장기의 대부분 벌써 파괴된 상태에 있었기 때문에 전력 부족을 부정할 수 없었다.
마사키는 다른 파일럿과 재회하였고 다시 발발한 슈테드니어스, 바고니아와의 쟁란에서 뒤에서 암약 하는 라세트, 제트를 쫓기 시작한다.
<2장에서는 루트 선택에 의해 전개가 2개로 나뉘어 전개가 달라진다.>

#### 로드니와 앨리스가 마사키와 관련되는 루트
마사키는 탈주한 로드니를 도와 슈테드니어스와 라세트와 대결한다. 그리고 바고니아에서도 일찍이 인도를 벗어난 연구로 협회로부터 추방되어 원망하는 제트와 대결한다. 이 대결을 제압해 정세는 약간 안정되는 것처럼 보였지만 수수께끼의 여성 튜디가 신마장기 이스마일을 개발, 폭주시킨다. 이 루트에서는 루트내에 분기가 있어 시나리오가 약간 바뀌지만 최종 결전은 라세트의 야망을 저지하고 튜디와 이스마일의 폭주를 멈추게 된다.

#### 로드니와 앨리스 자력으로 도망가는 루트
반란을 일으킨 라세트의 손아귀에서 벗어난 로드니는 슈테드니어스 본국에 돌아간다. 웬디의 누나인 튜디가 만든 17번째 마장기 이스마일을 강탈해 기사회생을 노리는 라세트였지만 마사키일행에게 저지당해 패한다. 그리고 검성 슈메르를 수중에 넣은 갓시오를 모는 바고니아의 제트와 대결해 제트의 미친 야망도 저지한다. 평화가 돌아온 것처럼 보였지만 바다에 나간 마사키 앞에 데몬골렘이 대량으로 발생한다. 그리고 거기에는 슈우시라카와의 모습도 보였다. 슈우는 루오졸이 소생하였고, 볼크로스의 힘을 얻고 있다는 것을 마사키에게 알리고 협력하게 된다. 볼크로스의 힘을 손에 넣은 루오졸을 저지하기 위해 그들은 마지막 전장으로 향한다.

## 같이 보기
- 슈퍼로봇대전